# Kremná
Kremná (in ungherese Lublókorompa, in tedesco Krempach) è un comune della Slovacchia facente parte del distretto di Stará Ľubovňa, nella regione di Prešov.